# 大足石刻博物馆
大足石刻博物馆（英語：Dazu Rock Carvings Museum）是一个位于重庆的石窟主题博物馆，也是中国规模最大的石窟寺专业博物馆。

## 历史
2011年4月18日正式开工，2015年6月13日建成开放，位于重庆市大足区大足石刻宝顶山摩崖造像景区内，与大足石刻研究院实行两块牌子、一套班子的体制。占地面积6,500平方米，建筑面积18,000平方米。主要收藏大足石刻景区内的野外石窟寺遗存，以及文物库房藏品近500件。镇馆之宝是一尊南宋时期的释迦牟尼佛像，由赵智凤创造，属于国家一级文物。

## 荣誉
2020年被评为国家一级博物馆。

## 交通
- 成渝中线高速铁路大足石刻站